# 一文字弥太郎の週末ナチュラリスト 朝ナマ!
一文字弥太郎の週末ナチュラリスト 朝ナマ!（いちもんじやたろうのしゅうまつナチュラリスト あさナマ）は、1998年4月11日から2022年3月26日まで中国放送（RCCラジオ）で毎週土曜7:00 - 10:55に生放送されていたラジオ番組。

## 概要
1998年4月、「イブニングページ 週末ナチュラリスト」として放送開始。当時の放送時間は毎週土曜・日曜 16:00 - 17:25で、その後「一文字弥太郎のイブニングページ 週末ナチュラリスト」とタイトルが変遷。2002年10月5日から放送時間が9:00 - 10:55になったため現在のタイトルに変更。
2007年4月からは放送時間が7:00からになり、内容もリニューアルされた。

### 一文字の死去に伴う対応、そして番組の終焉
2022年1月、メインパーソナリティの一文字が新型コロナウイルスに感染。同月15日放送回以降は番組を休演し、以降は岡と掛本がパーソナリティを務めていた。しかし、2月19日放送回で、前日18日に一文字が死去したことが岡から公表された。放送は急遽9:00までの2時間に短縮され、岡はショックのあまり冒頭から号泣し、声にならない声のまま、最後まで番組を進行した。
翌週から3月19日放送回までは岡と掛本で番組を担当し、タイトルはそのまま放送が継続されていた。
3月26日、同時間帯で特別番組「週末ナチュラリスト 朝ナマ! 特別番組 ラジオパーソナリティ 一文字弥太郎 言ノ葉シンフォニー」を放送。番組側と岡の意向で「追悼特別番組」ではなく、パーソナリティとして活躍した一文字を振り返る番組として放送され、24年の歴史に幕を降ろした。
4月2日からは岡が正式にメインパーソナリティを務める「週末ナチュラリスト」を放送開始した。

## 放送日時
- 毎週土曜日09:00～11:00（JST）2002年10月～2007年3月
- 毎週土曜日07:00～10:55（JST）2007年4月～2022年3月

## タイムテーブル・番組コーナー

### 2013年2月現在
- 07:00 7時のクイズ
  - タイムリーな話題をクイズにして出題する。この時間のクイズの正解者の中から1名に図書カードをプレゼントする。
- 07:03 オープニング
- 07:05 今朝の気になるニュース
  - 最新のニュースを伝える。
- 07:15 ナチュラリスト読書会＆作家への道!
  - 毎週、番組のおすすめ＆一文字おすすめの一冊の本を紹介するコーナー。「作家への道!」では広島で本分社を立ち上げた財津正人に「本の書き方」をレクチャーしてもらい、番組から「おしゃべりなひろしま手みやげ」を出版するまでを追う企画。このコーナーはポッドキャストでも配信されている。
- 07:25 国境なき相談員!お悩み編
  - 広島在住の外国人にいろんな悩みについて意見を聞くコーナー。この時間は質問を紹介する。
- 07:40 GET THE VICTORY サンフレッチェダイアリー
  - RCCラジオがある広島のサッカークラブであるサンフレッチェ広島を応援するコーナー。ピッチレポーターの掛本智子がサンフレの魅力を分かりやすく解説する。
- 07:50 交通情報
- 07:55 8時前の中国新聞ニュース
- 08:00 7時のクイズ 正解＆当選者発表
- 08:10 朝ナマ夢ぷら直送便
  - 広島市中区本通にある「ひろしま夢ぷらざ」で販売されている県内の特産品を、生産者と電話をつないで紹介する。
- 08:15 ナチュラリスト流　ひろしま食農塾
  - 毎日口にしている食べ物や、その食べ物を作っている農業のこと、そんな「食」や「農」について学ぶコーナー。
- 08:25 天気予報
  - 日本気象協会の気象予報士と電話でつなぎ、週末の天気を詳しく伺う。
- 08:30 広響クラシックアワー（毎月第一土曜日のみ）、国境なき相談員!回答編（それ以外の土曜日）
  - 第1土曜日は、広島交響楽団の楽団員と一文字の対談形式でクラシックについて分かりやすく学んでいき、オススメのクラシックアルバムも紹介する。それ以外は7時台の「国境なき相談員!」の回答編として、広島在住の外国人に意見を聞く。
- 08:40 ラジオカーレポート
  - キャスタードライバーが土曜日の朝の様子を伝える。
- 08:45 交通情報
- 08:55 9時前の中国新聞ニュース
- 09:00 9時のクイズ
  - 9時のクイズは毎週、音に関するあらゆるクイズを出題する。この時間のクイズの正解者の中から1名に、「夢ぷら直送便」で紹介した商品をプレゼントする。
- 09:10 元気が一番！めざせはつらつライフ
- 09:15 柳田理科雄の空想科学ラジオ読本 デラックス
  - 「空想科学読本」シリーズの著者である柳田理科雄が生電話で出演し、ニュースになった科学の話題を分かりやすく解説する。冒頭は「サンダーバード」のテーマをバックに偉人の言葉を紹介する。ポッドキャストでも配信されているが、著作権の問題なのか冒頭のBGMが流れている部分はカットされている。
- 09:25 監督の神髄
  - 月1回のコーナー。「監督の仕事とは何なのか!活躍する監督の秘策はどこにあるのか!」を探るため、広島アスリートマガジンとコラボレーションし、RCCアナウンサーの坂上俊次が監督の神髄に迫る。
- 09:30 出版まであと○○日!「一文字弥太郎と岡佳奈のひろしまおしゃべりな手みやげ」
  - 週末ナチュラリストから本を出版するまでを追う企画。一文字と岡がとっておきの「広島手みやげ」を取材し、1冊にまとめていく。なお、○○の部分は「1ヶ月と14日」の様に放送日時点での発売日までの残り日数が入る。
- 09:40 ラジオショッピング
- 09:47 交通情報
- 09:50 天気予報
- 09:55 10時前の中国新聞ニュース!、掛本智子の京橋の杜オンサタデー!
- 10:00 9時のクイズ正解発表
- 10:03 こんなん出ましたけど…
  - 新商品なら「こんなん出ましたけど」、映画なら「こんなん見せますけど」、イベントなら「こんなんやりますけど」など、気になる新商品、新作映画、週末のイベントをテンポよく紹介していく。テーマ曲は「鬼警部アイアンサイド」のテーマ。
- 10:18 チャージスローのあいらぶ漫才♪
  - 広島よしもとの女子高生芸人、チャージスローが毎週ネタを考えてきて披露する。なお、チャージスローは前髪が超短いのが松崎、妙に貫禄があるのがれいちぇるである。
- 10:30 ヤマスイお買い得情報
- 10:35 ラジオカーレポート
  - 8時台と同じく、キャスタードライバーが土曜日の朝の様子を伝える。
- 10:41 交通情報
- 10:45 あなたが体験した正義の怒りをブチまげろいかがなものか!
  - 日常生活で起こったリスナーが「いかがなものか！」と思ったことを紹介する。このコーナーはポッドキャストでも配信されているが、冒頭の「ラブストーリーは突然に」は無音になっているにもかかわらず、なぜか同曲のイントロをアタック音にした部分はそのまま配信されている。
- 10:53 エンディング
- 10:54 番組終了

### 2009年7月当時
- 7:00 ニュース
- 7:06 おめざクイズ
- 7:12 お悩みボンバイエ　相談発表
- 7:14 リンリン情報
- 7:26 あの人があんなこといっちまったなぁ!一週間語録
- 7:32 これが私のデビュー曲
- 7:39 元気が一番めざせはつらつライフ
- 7:47 交通情報
- 7:50 天気予報
- 7:55 8時前のニュース
- 8:00 トヨペットナイスミドル応援団
- 8:09 おめざクイズ 正解＆当選者発表
- 8:18 ナチュラリスト流 ひろしま食農塾
- 8:25 お悩みボンバイエ
- 8:35 広島ラジオカー
- 8:40 ひろしま市民とともに（第1・第3土曜、広島市広報番組）
- 8:47 交通情報
- 8:49 天気予報
- 8:55 9時前のニュース
- 9:08 柳田理科雄の空想科学ラジオ読本
- 9:20 お悩みボンバイエ
- 9:38 めざせ、ビーナス
- 9:47 交通情報
- 9:49 天気予報
- 9:53 10時前のニュース
- 10:05 商売繁盛！おじゃまでマンボ(月1回)
- 10:07 今週の百発百中！
- 10:12 お悩みボンバイエ
- 10:30 ヤマスイお買い得情報
- 10:35 広島ラジオカー
- 10:40 ナチュラルハイ!いかがなものか!
- 10:46 交通情報
- 10:55 11時前のニュース
- 10:58 エンディング
- 10:59 番組終了

### 2007年1月当時
- 9:00 オープニング
- 9:03 お天気中継
- 9:08 交通情報
- 9:13 ナチュラリストランキング
- 9:33 ミニ中継
- 9:40 柳田理科雄 空想科学ラジオ読本
- 9:55 ニュース
- 10:00 交通情報
- 10:03 お天気中継
- 10:15 ラッキーコール・桜井アナウンサー中継
- 10:30 デカ部屋 広島のホシを探せ
- 10:40 ラジオカー
- 10:45 ナチュラルハイ いかがなものか!
- 10:55 ニュース
- 10:58 エンディング
- 10:59 番組終了

## 出演者
- 一文字弥太郎:メインパーソナリティ（フリー）2022年2月18日死去
- 岡佳奈:アシスタント、一文字が休演、のちに死去した2022年1月15日からはメインを担当（フリー。元RKB・RCCアナウンサー）
- 掛本智子:コーナー担当だが、2022年1月15日放送から3月5日までは新型コロナウイルス感染者との濃厚接触の疑いで休演した一文字の代役として出演（フリー）
- 藤田弘之:レポーター
- 柳田理科雄:番組内コーナー「柳田理科雄の空想科学ラジオ読本」コメンテーター

## 過去の出演者
- 大本祐子:アシスタント（フリー）
- ゆかり:毎月最初の放送のときだけ出演するアシスタント。本職はOLである。
- 桜井弘規:中継担当（RCCアナウンサー）
- 岸本侑子:アシスタント（フリー）
- 田口麻衣:アシスタント（RCCアナウンサー）。2022年3月12日放送に出演。

## 備考
- 桜井弘規アナウンサーは番組内コーナー「ラッキーコール」で、リスナープレゼントを提供してくれる中継先から中継する。そのため県内だけでなく、県外から中継する場合もあり、下関からの中継レポートもあった。また番組最初に中継先から天気予報を読み上げるが、受けに関係なくオヤジギャグを必ず言う。また自身の結婚式が行われる式場から中継したこともあった。
- 9時台のクイズは音楽をテーマにしている（クイズの出題方法が「逆再生」「イントロ当て」など毎週異なる）が、このうち「音楽みじん切りクイズ」はクイズの特性上ノイズが入ったような音になってしまうため、正常に作動するラジカセどころかインターネット配信であるため電波障害とは無縁なradikoですら正常に動いているにもかかわらず「電波障害ではないか?」と疑われたこともあり、リスナーからの指摘に対し一文字は自らのツイッターで「少し9時のクイズを考えます」とコメントしている。
- 柳田理科雄が出演するのはおおよそ午前9時15分（若干変動あり）から約15分間で、毎週電話で出演しているが、東京の自宅だったり、実家がある種子島であったりすることもある。なかには講演のための出張先からや、子息のサッカー引率先など外出先から出演したことがある。また何回か広島に来てスタジオから生出演したこともある。
- 番組ホームページには出演者のブログがアップされている。
- 前述のように、番組の放送時間変更とリニューアルに伴い一文字弥太郎と柳田理科雄以外のメンバーは入れ替わった。またコーナーも時々変わることもある。
- 「お悩みボンバイエ」、悩みをリスナーみんなでアドバイスするコーナーである。なお「ボンバイエ」は一文字がプロレスラーのアントニオ猪木のファンで、かつて猪木の応援の時よく聞かれた応援コールに由来する。
- 10時からはUstreamでもスタジオの様子が配信されているが、一文字が「覆面パーソナリティ」という肩書きであり番組ホームページにも一文字の素顔を含めた顔写真はないため、意図的に一文字の顔は映らないように配信されている。
- 番組のアイキャッチ音などでは広島出身のPerfumeの楽曲（インストゥルメンタル）が使用されているが、なぜかタイトルコールの間に「AKB48」と入れている。

## スタッフ
- 企画・構成：名切勝則（一文字弥太郎の正体であることは2021年まで長らく非公表だった）[12][9]

過去のスタッフ
- プロデューサー：吉富克利（現・事業部）、増井威司
- ディレクター：桜井弘規、板倉由布子、角賢直